# الجدير (نعمان)

تعديل مصدري - تعديل

الجدير هي إحدى قرى عزلة الجدير بمديرية نعمان التابعة لمحافظة البيضاء، بلغ تعداد سكانها 475 نسمة حسب تعداد اليمن لعام 2004.